# Ilene Hamann
Ilene Hamann, geb. am 9. Juni 1984 in Jeffreys Bay, ist ein südafrikanisches Model und eine ehemalige Schauspielerin. Sie war 2005 die Hauptdarstellerin in dem indischen Film Rog – Wenn Liebe krankhaft wird.

## Leben

### Frühes Leben und beginnende Modelkarriere
Hamann wurde in Jeffreys Bay als Tochter eines Portugiesen und einer niederländischen Mutter geboren. Später zog sie nach Kapstadt. Nach der Schulzeit begann sie eine Karriere als Model und etablierte sich in der heimischen Modelwelt.

### Wirken als Schauspielerin im FilmRog

#### Casting und Dreh in Indien
Im Jahr 2004 wurde sie auf dem Cover einer Zeitschrift von der indischen Schauspielerin und Filmproduzentin Pooja Bhatt entdeckt. Bhatt hatte zuvor mit Filmen wie Jism und Paap – Eine verhängnisvolle Sünde das sexuell-konservative indische Kino begonnen an die filmische Darstellung von Erotik heranzuführen und suchte eine neue Hauptdarstellerin für ihren ebenfalls in diesem Bereich angesiedelten Film Rog – Wenn Liebe krankhaft wird (Rog). Pooha Bhatt und ihr Vater Mahesh Bhatt, der das Drehbuch schrieb, nahmen Kontakt zu Hamann auf, die selbst keine indischen Wurzeln und Berührungspunkte mit Indien hatte und boten ihr die weibliche Hauptrolle in ihrem neuen Erotikthriller an. An der Seite von Irrfan Khan spielte Hamann schließlich die weibliche Hauptrolle des Supermodels Maya Solomon. Sie war die erste Afrikanerin in einer Hauptrolle in einem indischen Film. Da sie keinerlei Hindi sprach, nahm sie Sprachunterricht.

#### Rezeption und Status als Sexsymbol
Der Film wurde ein finanzieller Misserfolg und auch inhaltlich als schwach bemängelt. Das indische Nachrichtenportal Rediff.com kritisierte, Hamann fungiere im Film als "eine exotische Schönheit [...] die bereit ist, ihre Kleider fallen zu lassen".
Ein kritischer Aspekt des Films für die verhältnismäßig konservative indische Gesellschaft war die Werbekampagne des Films, bei der die Filmemacher auf eine starke Darstellung von Ilene Hamann in freizügigen und lüsternen Posen setzten. Das indische Filmportal Filmibeat führte 2013 eines der Filmposter, in dem Hamann dürftig bekleidet in einem Netzbikini kniend posierte, als eines der kontroversesten Filmplakate der Geschichte Bollywoods auf. Marco Cheers, Betreiber des Filmportals Molodezhnaja.ch bewertete dies als irreführend, da die freizügige Werbekampagne über die tatsächlich spärliche Darstellung von erotischen und freizügigen Szenen im Film hinwegtäuschte.
Die Kampagne hatte gleichwohl insofern Erfolg, als dass sie rasch Ilene Hamann bekannt machte. Rediff.com nahm Hamann in eine Liste von Schauspielerinnen auf, die durch die Filme der Familie Bhatt über Nacht in Indien zum Sexsymbol und Pin-Up-Girls wurden. In der Liste finden sich neben Hamann Schauspielerinnen wie Bipasha Basu, Jacqueline Fernandez, Udita Goswami, Esha Gupta, Sunny Leone, Lisa Ray, Mallika Sherawat und Preity Zinta. Im Gegensatz zu diesen startete Ilene Hamann keine Filmschauspielkarriere, Rog blieb ihr einziger Film.